# La Sala Municipal (Sant Cugat Sesgarrigues)
La Sala Municipal és una obra de Sant Cugat Sesgarrigues (Alt Penedès) inclosa a l'Inventari del Patrimoni Arquitectònic de Catalunya.

## Descripció
Edifici del Sindicat Agrícola Cooperatiu que fou construït els anys 1921-1922 pels mateixos socis.

## Història
La "Sala Municipal" va formar part del patrimoni del Sindicat Agrícola Cooperatiu, un projecte que va aplegar des del començament una part molt important de la població del municipi. Més que per un interès arquitectònic, l'edifici va prendre un cert valor sentimental, donat que va ser construït pels mateixos socis durant anys i era l'edifici on es feia el ball cada diumenge o dia de festa. Les activitats de l'entitat es van aturar a la guerra civil i no es van reprendre més. Fins a l'any 1968 l'Ajuntament no es va fer càrrec de l'edifici. Actualment la Sala s'ha convertit en un servei més que s'ofereix a la ciutadania.